# Fritz Bauer (wioślarz)
Fritz Bauer (ur. 23 czerwca 1906 we Wrocławiu, zm. 19 września 1992 w Mannheim) – niemiecki wioślarz, złoty medalista olimpijski.
Wystąpił na igrzyskach olimpijskich w Amsterdamie w 1928, gdzie w ósemkach odpadł w ćwierćfinałach. Na rozgrywanych cztery lata później igrzyskach olimpijskich w Los Angeles Niemcy w ósemkach odpadli w pierwszej rundzie. Brał też udział w igrzyskach olimpijskich w Berlinie w 1936, gdzie reprezentanci III Rzeszy w składzie: Hans Maier, Walter Volle, Ernst Gaber, Paul Söllner i Fritz Bauer (sternik) zdobyli złoty medal w czwórkach ze sternikiem. W wyścigu finałowym o 8,1 sekundy wyprzedzili Szwajcarów i o 17,1 sekundy Francuzów.
Ponadto na mistrzostwach Europy w Mediolanie w 1938 zdobył złoty medal w ósemkach.
Ośmiokrotnie zdobywał mistrzostwo kraju w ósemkach.